# Liste des cardinaux créés par Alexandre II
Au cours de son pontificat de 1061 à 1073, le pape Alexandre II a créé 45 cardinaux.

## 1061
- Romano (au titre de S. Clemente)
- Emanno (au titre de Ss. Quattro Coronati?)
- Udeberto (diaconie inconnue)
- Leone, O.S.B. (diacre de S. Maria in Cosmedin)

## 1062
- Pietro (évêque de Frascati)
- Ubaldo (évêque de Sabina)
- Bonifazio (au titre de S. Marco)
- Adimaro, O.S.B.Cas. (au titre de S. Prassede)
- Pietro (au titre de S. Susanna)
- Anselme de Baggio, évêque de Lucques (titre inconnu)
- Teodino Sanseverino, O.S.B.Cas. (diaconie inconnue)
- Pietro (diacre de S. Adriano al Foro)

## 1063
- Ponone (au titre de S. Anastasia)
- Attone (titre inconnu)
- Hugues de Die, prieur du monastère de Saint-Marcel-lès-Chalon, Bourgogne (titre inconnu)

## 1065
- Leopertus (évêque de Palestrina)
- Giovanni (évêque de Frascati)
- Bernard de Millau, O.S.B. (titre inconnu)
- Pietro Atenolfo, O.S.B.Cas., abbé de S. Benedetto, Salerne (titre inconnu)
- Ottaviano (titre inconnu)

## 1066
- Giovanni (évêque de Porto)

## 1067
- Gerhard, O.S.B.Clun. (évêque de Ostia)
- Giovanni (évêque de Labico)
- Ubaldo (au titre de S. Maria in Trastevere)
- Bernardo (au titre de Ss. XII Apostoli)
- Giovanni (au titre de S. Ciriaco)

## 1068
- Basilios (évêque de Albano)
- Uberto Belmonte (évêque de Palestrina)

## 1069
- Pietro Orsini (diaconie inconnue)

## 1070
- Firmino (titre inconnu)
- Alberto, O.S.B. (diaconie inconnue)

## 1072
- Pietro Igneo Aldobrandini, O.S.B.Vall. (évêque de Albano)
- Guitmond, O.S.B. (titre inconnu)
- Paolo Boschetti (diacre de S. Adriano al Foro)
- Nicola, abbé de S. Silvestro in Capite, Rome (diaconie inconnue)
- Nicola, abbé de S. Pancrazio, Rome (diaconie inconnue)

## 1073
- Rodolfo (titre inconnu)
- Giovanni (au titre de Ss. XII Apostoli)
- Uberto (diaconie inconnue)
- Roberto (diacre de S. Teodoro)
- Arduino (diacre de Ss. Cosma e Damiano)

## Année inconnue
- Ferdinando (titre inconnu)
- Ugo (titre inconnu)
- Ugo (au titre de S. Stefano al Monte Celio)
- Curione (au titre de S. Vitale)

## Source
- Mirandas sur fiu.edu